# Hrib pri Koprivniku
Hrib pri Koprivniku – wieś w Słowenii, w gminie Kočevje. W 2018 roku liczyła 2 mieszkańców.